# 永楽屋東四郎
永楽屋 東四郎（えいらくや とうしろう）とは、江戸時代から明治大正時代にかけての名古屋における代表的な版元。大正3年（1914年）から合資会社永東書店となった。昭和25年に廃業し現在は営業していない。

## 来歴
東璧堂、東壁堂と号す。片野氏。はじめは風月堂の別家として創業する。安永5年（1776年）から昭和26年（1951年）まで営業した。安永5年から安永9年まで名古屋の本町4丁目、安永9年11月から寛政7年（1795年）まで本町通7丁目玉屋町上之切で、寛政7年7月からは同町下之切において浮世絵などを出版する版元を営業していた。尾張藩藩校御用達として漢籍販売や、本居宣長の国学書の刊行などの実績があるが、葛飾北斎の絵手本『北斎漫画』を文化11年（1814年）から明治11年（1878年）にかけて出版したことが著名である。『北斎漫画』は当初、江戸の版元角丸屋甚助と合版であったが、後に永楽屋の単独刊行となったといわれる。他には文化5年に流光斎如圭と北斎の共画による絵本『萍水奇画』を出版している。実際に北斎と関わったのは2代目と3代目で、『北斎漫画』全編を刊行したのは4代目とされる。
後年、大正3年に合資会社永東書店と改称している。